# La guerra dels corrents
La guerra dels corrents (títol original en anglès, The Current War) és una pel·lícula de drama històric estatunidenc del 2017 inspirada en la competició del segle xix entre Thomas Edison i George Westinghouse sobre la qual s'utilitzaria el sistema de subministrament d'energia elèctrica als Estats Units (sovint coneguda com la "guerra dels corrents"). Dirigida per Alfonso Gomez-Rejon, escrita per Michael Mitnick i produïda per Martin Scorsese i Steven Zaillian, la pel·lícula és protagonitzada per Benedict Cumberbatch com a Edison, Michael Shannon com a Westinghouse, Nicholas Hoult com a Nikola Tesla i Tom Holland com a Samuel Insull, al costat de Katherine Waterston, Tuppence Middleton, Matthew Macfadyen i Damien Molony. Ha estat doblada al català oriental central per TV3, i al valencià per À Punt.
Anunciada el maig de 2012, Gomez-Rejon es va confirmar com a director el setembre de 2015. Cumberbatch, Shannon i Hoult es van unir al repartiment a l'octubre de 2016 i el rodatge va començar a Anglaterra aquell desembre. La pel·lícula es va estrenar al Festival Internacional de Cinema de Toronto el 9 de setembre de 2017.
Originalment per ser distribuïda per The Weinstein Company, la pel·lícula es va arxivar i es va vendre el novembre de 2017 després de les acusacions d'abús sexual contra Harvey Weinstein. Finalment va ser comprada per l'empresa successora de la Weinstein Company, Lantern Entertainment, que després va vendre els drets de distribució nacional a 101 Studios. Després de descobrir una clàusula de privilegi de tall final al contracte de Scorsese, Gomez-Rejon el va convèncer perquè permetés tornar a gravar i retallar deu minuts el temps d'execució de la versió original, donant lloc a la pel·lícula que finalment es va estrenar als cinemes. La pel·lícula es va estrenar als Estats Units el 25 d'octubre de 2019. La pel·lícula va rebre crítiques generalment diverses, amb elogis cap a les interpretacions del repartiment i el guió intrigant, però amb crítiques cap a l'execució general.